# Cantone di Monistrol-sur-Loire
Il Cantone di Monistrol-sur-Loire è una divisione amministrativa dell'Arrondissement di Yssingeaux.
A seguito della riforma approvata con decreto del 17 febbraio 2014, che ha avuto attuazione dopo le elezioni dipartimentali del 2015, non ha subìto modifiche.

## Composizione
Comprende 4 comuni:
- Beauzac
- La Chapelle-d'Aurec
- Monistrol-sur-Loire
- Saint-Maurice-de-Lignon